# 美国陆军预备军官训练团第4旅
美国陆军预备军官训练团第4旅（英語：4th Reserve Officers' Training Corps Brigade），总部位于北卡罗来纳州的布拉格堡，负责管辖西维吉尼亚、马里兰、特拉华、维吉尼亚、北卡罗来纳和南卡罗来纳州各大学的陆军预备军官训练团。

## 参考资料

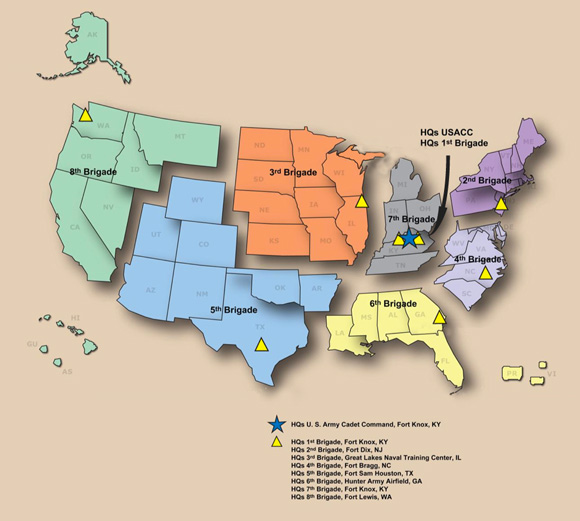
陆军预备军官训练团各旅分布图